# Radu-Dinel Miruță
Radu-Dinel Miruță (ur. 8 kwietnia 1985) – rumuński polityk i inżynier, deputowany, od 2025 minister gospodarki, cyfryzacji, przedsiębiorczości i turystyki.

## Życiorys
Ukończył prawo na Universitatea Constantin Brâncuși din Târgu Jiu (2008) oraz studia z zakresu sieci telekomunikacyjnych i oprogramowania na Uniwersytecie Politechnicznym w Bukareszcie (2009). Na drugiej z tych uczelni uzyskał też doktorat z telekomunikacji (2013). Zawodowo związany z sektorem prywatnym jako inżynier oprogramowania i sieci telekomunikacyjnych. Został też nauczycielem akademickim na Uniwersytecie Politechnicznym w Bukareszcie.
Działacz Związku Zbawienia Rumunii. W 2020 po raz pierwszy uzyskał mandat posła do Izby Deputowanych. Z powodzeniem ubiegał się o reelekcję w wyborach w 2024.
W czerwcu 2025 objął urząd ministra gospodarki, cyfryzacji, przedsiębiorczości i turystyki w rządzie Ilie Bolojana.